# Cape Wrath
Cape Wrath (Schots-Gaelisch: Am Parbh) is het noordwestelijkste punt van het Britse vasteland. Het is een afgelegen kaap in het noorden van Schotland in het historisch graafschap Sutherland.
De naam Cape Wrath komt van het Oudnoordse woord voor draaipunt. De Vikingen veranderden hier van koers om terug naar huis te varen.

## Toegang
De makkelijkste manier om Cape Wrath te bereiken is door in Keodale, in de buurt van Durness, een fiets- en voetveer te nemen die reizigers over de Kyle of Durness brengt. Dan kan men door te wandelen, fietsen of door met een minibus mee te rijden de nog resterende 20 kilometer afleggen. Een deel van het gebied waar men door moet, wordt gebruikt als oefenterrein voor de Royal Air Force en de Royal Navy, reden waarom deze weg soms wordt afgesloten.
Vanuit het zuiden kan Cape Wrath alleen te voet worden bereikt.

## Cape Wrath lighthouse
In 1828 werd onder leiding van Robert Stevenson een vuurtoren op de kaap gebouwd, die bemand was tot 1998.
De vuurtoren werd of wordt bewoond door John Ure en zijn gezin, die er het Ozone Cafe uitbaten, naar eigen zeggen de meest afgelegen drinkgelegenheid van Groot-Brittannië.

## HMS Caribbean
Op 27 september 1915 kwam de HMS Caribbean tijdens slecht weer voor de kust van Cape Wrath tot zinken. Ondanks een reddingspoging van de HMS Birkenhead kwamen 15 mensen om het leven. In 2004 is het scheepswrak gevonden, ongeveer 55 kilometer van Cape Wrath.

## Vuurtorenwachten
De roman Vuurtorenwachten (Engels: Lighthousekeeping) van Jeanette Winterson, speelt zich af in het plaatsje Cape Wrath.